# Civitanovese Calcio
U.S. Civitanovese S.S.D. là một câu lạc bộ bóng đá Ý, có trụ sở tại Civitanova, Marche. Đội đã chơi 2 mùa ở Serie C1 và 14 ở Serie C2.

## Lịch sử

### Thành lập
Năm 1919, đội đã thành lập với tên Socà Sportiva Portocivitanova (trong một số năm sẽ đổi tên thành đơn giản là Cititanovese) nhờ sự ủng hộ của một số công dân, bao gồm cả Gerardo Bella, người sau này sẽ là chủ tịch đầu tiên. Việc khởi động không đơn giản nhất: câu lạc bộ không tham gia vô địch một cách nhất quán - nó chỉ chơi các trận giao hữu. Năm 1938, chế độ phát xít đã thống nhất phần trên với khu vực cảng, tạo ra tỉnh Cititanova Marche. Để thích ứng với sự thay đổi, họ quyết định thành lập một đội bóng có thể đại diện đầy đủ cho tỉnh mới. Nhờ có doanh nhân Adriano Cecchetti, câu lạc bộ bắt đầu chơi ở các giải đấu nhỏ. Trong mùa giải 1942-1943, câu lạc bộ đã có thể chơi ở Serie C, và trận derby đầu tiên với Maceratese đã kết thúc với tỷ số thua 1-2.

### Thời kỳ hậu chiến
Sau chiến tranh, Cititanovese đã chơi hai mùa liên tiếp ở Serie C (1946-47 và 1947-48), từ đó chỉ thi đấu trong những năm ở Regional Promotionc, trong một số mùa cho thấy trận derby nảy lửa với Del Duca Ascoli, Fermo, Sauro Vis Pesaro và Macerata.

### Năm vàng
Cho đến đầu những năm 80, đội luôn chơi giữa Serie D và Promozione, chỉ có hai mùa ở Serie C (1961-62 và '62-'63). Trên thực tế, vào cuối những năm 70 đã được thăng hạng lên Serie C2 mới thành lập và trong mùa 1980-81 đứng thứ hai, sau Padova và trước Maceratese, và kết quả là được thăng hạng lên Serie C1 Group B. với sự nhiệt tình trong thành phố vì sau hai mươi năm, đội đã trở lại thi đấu với các câu lạc bộ lớn hơn: Ternana, Salerno, Taranto, Livorno và những đội khác. 27 điểm kiếm được là không đủ và xuống hạng là không thể tránh khỏi. Năm tiếp theo tại Serie C2 vẫn đứng thứ hai, sau Francavilla và được thăng hạng lên Serie C1, tuy nhiên, lại xuống hạng. Những năm này đánh dấu cột mốc mới cho đội bóng vì đã quyết định chơi tại Trung tâm thể thao của Cititanova; Điều đáng nhớ nhất là trận gặp Milan. Với sự dẫn dắt của Costamagna, đội bóng vẫn còn ở Serie C2 cho đến đầu những năm 90. Năm 1993, rossoblu năm 1993 xuống hạng từ Serie C2 bảng B sau khi chỉ kiếm được 26 điểm.

### Thiên niên kỷ mới
Nửa sau thập niên 90 được đặc trưng bởi những thăng trầm giữa Serie D, Eccellenza và một số năm ở Promozione. Với sự xuất hiện của thiên niên kỷ mới từ Eccellenza Civitanovese, thật không may là không thể mang lại sự hài lòng lớn cho khán giả. (2004–2005, 2006–2007, 2007–2008). Người hâm mộ vào cuối mùa '07 '' đã hỏi rõ ràng với đội bóng và nói rõ rằng họ muốn thấy đội của anh ấy trở lại chơi ở các hạng mục cao hơn. Trong mùa giải 2008-2009, câu lạc bộ đã tham gia Eccellenza Marche. Bắt đầu tồi tệ, vào tháng 11, Cititanovese đã thuê Osvaldo Jaconi trên băng ghế dự bị, và giai đoạn lượt về đội bóng thi đấu ấn tượng để giành vị trí thứ 2 và đưa câu lạc bộ vào vòng playoffs. Đội thậm chí đã đến trận chung kết play-off quốc gia với Selargius, nhưng nó đã thua 0-2 ở Sardinia và không thành công ở trận lượt về. Nhưng, đội sẽ được phép chơi ở Serie D do điền vào chỗ trống được tạo. Ba mùa giải liên tiếp rất tốt với câu lạc bộ đánh bại nhiều đội và lọt vào vòng play-off nhưng không đạt được sự thăng hạng. Mùa 2012-2013 có sự trở lại của "trận derby" với Maceratese. Civilitanovese đã chơi thêm hai mùa ở Serie D cho đến khi nó bị tòa án Macerata tuyên bố phá sản vào cuối tháng 6 năm 2015, do đó cuối cùng nó đã bị giải thể.

### Thành lập lại
Một câu lạc bộ mới US Civitanovese SSD được thành lập vào tháng 6 năm 2015 và gia nhập Eccellenza Marche bằng cách mua lại danh hiệu thể thao của câu lạc bộ cũ.

## Màu sắc và huy hiệu
Màu sắc của đội là đỏ và xanh đậm.